# シスキュー郡 (カリフォルニア州)

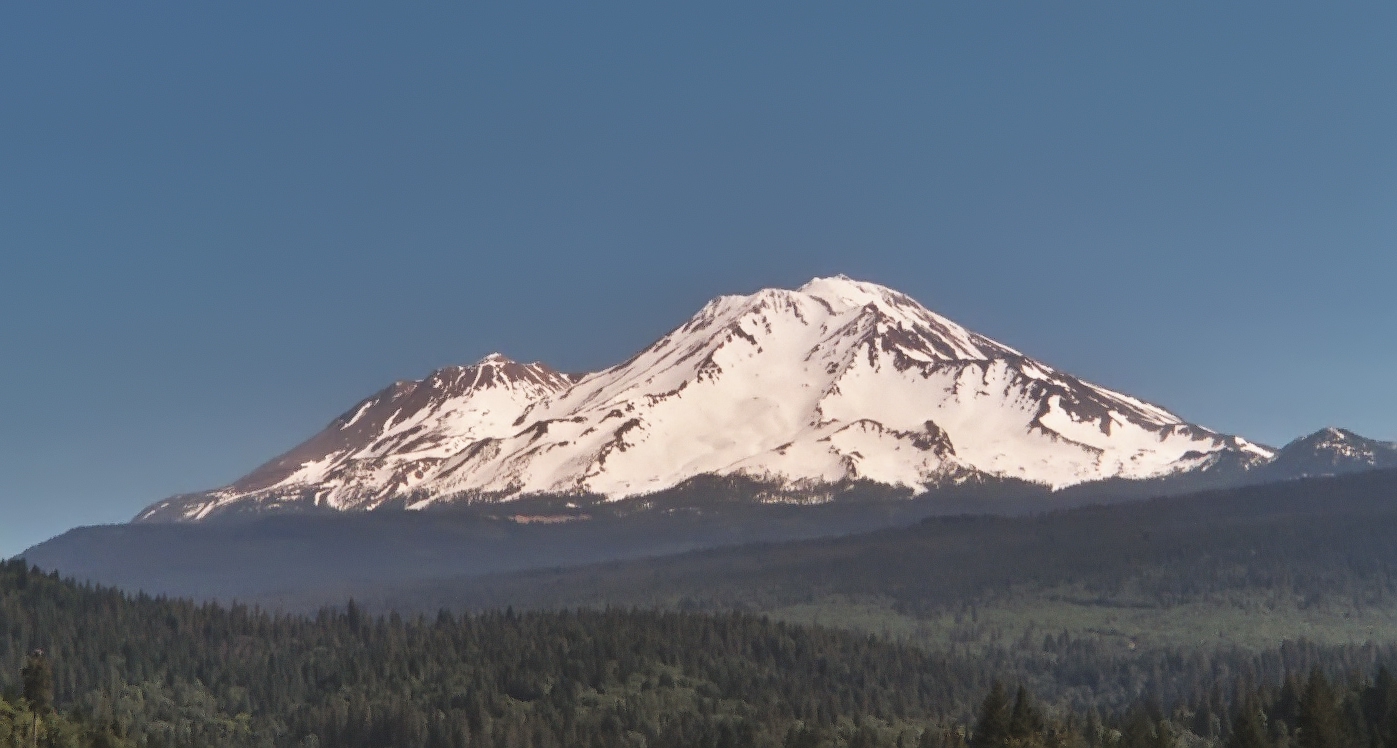
シスキュー郡から見えるシャスタ山

シスキュー郡（英: Siskiyou County、発音：SISS-kyoo）は、アメリカ合衆国カリフォルニア州最北部に位置する郡であり、オレゴン州との州境のシャスタ・カスケード地域に位置する。人口は4万4076人（2020年）。郡庁所在地はワイリーカである。自然の景観に溢れアウトドア活動ができ、カリフォルニア・ゴールドラッシュ時代の歴史もあるので、州内でも重要な観光地になっている。

## 歴史
シスキュー郡は1852年3月22日に、シャスタ郡とクラマス郡（1874年に廃郡）の一部から創設され、シスキュー山脈に因んで名付けられた。1855年には郡領域の一部がモドック郡に割譲された。
シスキュー郡はカリフォルニアセントラルヴァレーから太平洋岸北西部に続くシスキュー・トレイルの中央部に位置している。シスキュー・トレイルはインディアンの踏み固めた道を元に、1830年代にハドソン湾会社の罠猟師達が拡張し、さらにカリフォルニア・ゴールドラッシュ時代にフォーティナイナーズが拡大した。
1851年、今日のワイリーカ近くで重要な金脈が発見された後、数多い山師がこの地域に満ちあふれた。この時代の状況は詩人で作家のホアキン・ミラーによる半自叙伝風小説『モドック族の中での生活』に詳しい。
1880年代半ばにシスキュー・トレイルに沿ってセントラル・パシフィック鉄道が建設され、最初の観光の波が起こった。観光客は郡内に多くある夏のリゾート地で「水を楽しむ」ために訪れ、狩猟や釣りなどアウトドア活動を楽しんだ。サザン・パシフィック鉄道（セントラル・パシフィック鉄道の後継者）がこの地域を通る鉄道線を「数多い不思議の道」と呼ぶことで地域の景観を宣伝した。
1940年代初期、シスキュー郡では半分真面目にジェファーソン州を創る運動が起き、北カリフォルニアの数郡とオレゴン州南部の数郡を合わせて新しい州を創ろうとした。
「シスキュー」の語源は明らかでない。ある説ではチヌーク族インディアンの言葉で「尾の短い馬」であるとされている。またある説は1852年に州上院で議論されたことであるが、1832年にミシェル・ラフランボワとハドソン湾会社の罠猟師隊がアンプクワァ川を渡った時に6個の大きな石あるいは岩がそこにあったので、フランス語の名前"Six Cailloux"、すなわち「6個の石」がその渡河地点に付けられたというものである。さらに別の説では、ホーンブルック近くでクラマス川を渡るときにスコット・バレーを「発見」したことで知られるハドソン湾会社の別の罠猟師、スティーブン・ミークがこの地域に"Six Cailloux"という名前を付けたというものである。

## 地理

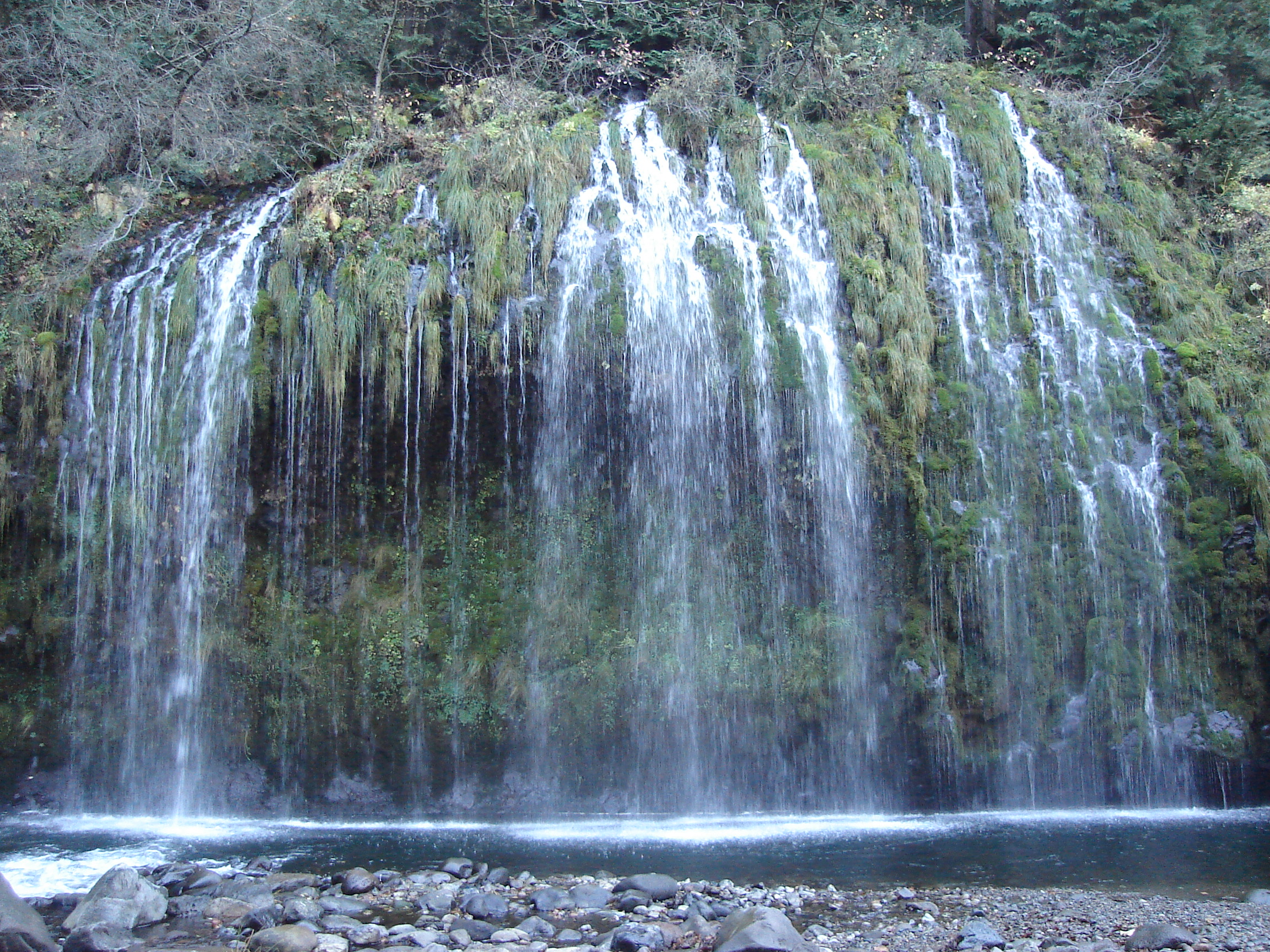
ダンスミュア近くにあるモスブレーの滝

シスキュー郡は地理的に多様である。郡中央部近くに聳え立つシャスタ山（標高14,179フィート、4,322 m）から、多くの湖、深い森、砂漠、シャパラル、滝までがあり、サクラメント川やマクラウド川のようなマス釣り (Trout fishing) で有名な川もある。郡内にはキャッスル湖やシスキュー湖など湖や貯水池が点在している。シャスタ山自体はウィンタースポーツの中心である。郡西部のスコット・バレー田園部は広く樹木の並ぶ牧草地があり、大規模な牧場を支えている。郡北東部のビュート・バレー、クラマス川下流、トゥール湖盆地などの盆地部は州内でも最も深く豊穣な土地があり、アルファルファ、ジャガイモ、ホースラディッシュおよび醸造用大麦が栽培されている。ビュート・バレーは北アメリカでも最上級のイチゴの苗を育てている。郡領域の大半は深い森があり、松、樅、オニヒバ、オーク、およびマドロナの木が見られる。また世界で11か所しか生息していない希少種ベイカーズ・サイプレス（Cupressus bakeri）の木があり、シスキュー郡内にはそのうちの5か所がある。
郡内の天然資源は今日、スキー、スノーボード、ハイキング、マウンテンバイク乗り、キャンプおよび原生林でのレクリエーションに使われることが多く、歴史的な伐採作業は連邦と州の規制のためにほとんどが行われなくなっている。わき水は清澄で量が豊富にあると見られ、全国に送られる瓶詰め水の資源になっている。クリスタルガイザーの大きな工場がウィードに近いシャスタ山の麓にある。
シスキュー郡は面積で6,347 平方マイル (16,440 km2) と、カリフォルニア州の第5位の郡であるが、人口では2000年時点で44,301人と58郡のうち第44位である。面積ではアメリカ合衆国50州のうち3つの州よりも大きい。

### 国立自然保護地域
- ビュート・バレー国立草原
- クラマス国立の森（部分）
- ラバベッズ国立保護区（部分）
- クラマス川下流国立野生生物保護区（部分）
- モドック国立の森（部分）
- ログ川国立の森（部分）
- シャスタ国立の森（部分）
- シックス川国立の森（部分）
- トゥール湖国立野生生物保護区（部分）

### 植物相と動物相
郡内のかなりの部分がシスキュー山地とカスケード山地の中にある森林地帯であり、量的にオーク林と樅の混成林が多い。カリフォルニア州で広く自生する固有種トチノキの北限にあたる。クラマス国立の森は面積170万エーカー (6,800 km2) あり、シスキュー郡とオレゴン州ジャクソン郡に跨っている。

### 隣接する郡
- デルノルト郡 - 西
- ハンボルト郡 - 南西
- トリニティ郡 - 南
- シャスタ郡 - 南
- モドック郡 - 東
- クラマス郡 (オレゴン州) - 北
- ジャクソン郡 (オレゴン州) - 北
- ジョセフィーン郡 (オレゴン州) - 北西

## 都市と町

### 人口5,000人以上の都市

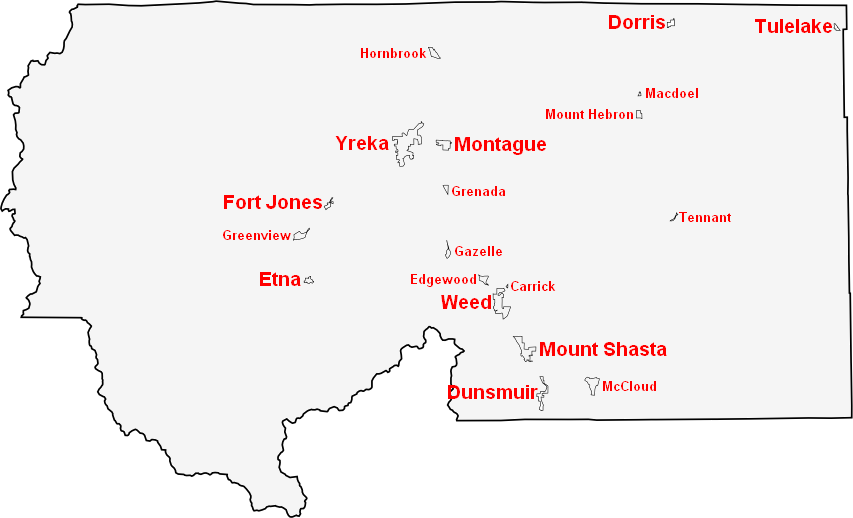

- ワイリーカ（郡庁所在地）

### 人口1,000人以上の都市
- ダンスミュア
- モンタギュー
- マウントシャスタ
- トゥールレイク
- ウィード

### 人口1,000人以下の都市
- ドリス
- エトナ
- フォートジョーンズ

### 未編入の町と地域
- ビッグスプリングス
- キャラハン
- カーリック
- クリアクリーク
- エッジウッド
- フォークス・オブ・サーモン
- フォートゴフ
- ガゼール
- グリーンビュー
- グレナダ
- ハンバーグ
- ハットフィールド
- ハッピーキャンプ
- ヒルト

- ホーンブルック
- ホースクリーク
- クラマスリバー
- クラマソン
- レイクシャスティーナ
- レイックシスキュー
- マクドエル
- マクラウド
- マウントヘブロン
- マギンズビル
- ソーヤーズバー
- セイアドバレー
- テナント
- トンプソンクリーク

## 交通

### 主要高規格道路
- 州間高速道路5号線
- アメリカ国道97号線
- カリフォルニア州道3号線
- カリフォルニア州道89号線

- カリフォルニア州道96号線
- カリフォルニア州道139号線
- カリフォルニア州道161号線
- カリフォルニア州道263号線
- カリフォルニア州道265号線

### 公共交通
シスキュー交通ジェネラルエクスプレスが郡内の人口が多い地域を繋ぐバス便を運行している。アムトラックはダンスミュアに停車駅がある。アムトラックはサクラメントからオレゴン州メドフォードまで高速バスを運行しており、ワイリーカ、ウィード、マウントシャスタおよびダンスミュアに停車し、サクラメントとストックトンでアムトラックの列車への乗り継ぎを可能にしている。

### 空港
シスキュー郡はビュート・バレー空港、ハッピーキャンプ空港、スコット・バレー空港、シスキュー郡空港およびウィード空港を所有し運営している。全て一般用途空港である。ダンスミュア市営モット空港とモンタギュー・ワイリーカ・ローラー飛行場も郡内にある。
国内商業便を利用できる最も近い空港は郡の北、オレゴン州メドフォードにあるログ・バレー国際メドフォード空港、郡の北東、オレゴン州クラマスフォールズにあるクラマスフォールズ国際空港、および郡の南、レディングにあるレディング市民空港である。

## 政治
シスキュー郡はアメリカ合衆国大統領および連邦議会選挙で共和党の強い地盤である。大統領選挙で民主党が多数を取ったのは1992年のビル・クリントンが最後だった。アメリカ合衆国下院議員の選挙では郡内の大半がカリフォルニア州第2選挙区の一部であり、カリフォルニア州議会下院議員の選挙では第2選挙区、カリフォルニア州議会上院議員の選挙では、第4選挙区に入っており、これらすべて2010年時点で共和党議員が努めている。
2008年の命題8に関する住民投票で郡内投票者の60.1%は法案に賛成した。これは同性同士の結婚を禁止するためのカリフォルニア州憲法修正案だった。

## 人口動態
以下は2000年国勢調査による人口統計データである。
| 基礎データ - 人口: 44,301人 - 世帯数: 18,556 世帯 - 家族数: 12,228 家族 - 人口密度: 3人/km2（7人/mi2） - 住居数: 21,947軒 - 住居密度: 1軒/km2（4/mi2） 人種別人口構成 - 白人: 87.07% - アフリカン・アメリカン: 1.31% - ネイティブ・アメリカン: 3.90% - アジア人: 1.19% - 太平洋諸島系: 0.12% - その他の人種: 2.76% - 混血: 3.65% - ヒスパニック・ラテン系: 7.57% - ドイツ系アメリカ人: 13.5% - イングランド系アメリカ人: 12.0% - アイルランド系アメリカ人: 9.8% - 先祖がアメリカ人: 9.5% - イタリア系アメリカ人: 7.1% 主たる言語による人口構成 - 英語: 91.7% - スペイン語: 5.7% | 年齢別人口構成 - 18歳未満: 24.0% - 18-24歳: 6.7% - 25-44歳: 22.7% - 45-64歳: 28.4% - 65歳以上: 18.1% - 年齢の中央値: 43歳 - 性比（女性100人あたり男性の人口） - 総人口: 96.5 - 18歳以上: 94.1 世帯と家族（対世帯数） - 18歳未満の子供がいる: 27.6% - 結婚・同居している夫婦: 51.7% - 未婚・離婚・死別女性が世帯主: 10.1% - 非家族世帯: 34.1% - 単身世帯: 28.6% - 65歳以上の老人1人暮らし: 12.8% - 平均構成人数 - 世帯: 2.35人 - 家族: 2.87人 収入と家計 - 収入の中央値 - 世帯: 29,530米ドル - 家族: 36,890米ドル - 性別 - 男性: 31,936米ドル - 女性: 22,650米ドル - 人口1人あたり収入: 17,570米ドル - 貧困線以下 - 対人口: 18.6% - 対家族数: 14.0% - 18歳未満: 26.6% - 65歳以上: 7.3% |